# Pałac w Glinicy
Pałac w Glinicy – wybudowany w 1680 r. w Glinicy.

## Położenie
Pałac położony jest we wsi w Polsce, w województwie dolnośląskim, w powiecie głogowskim, w gminie Żukowice.

## Historia
Obiekt jest częścią zespołu pałacowego, w skład którego wchodzą jeszcze: park, aleja kasztanowa.

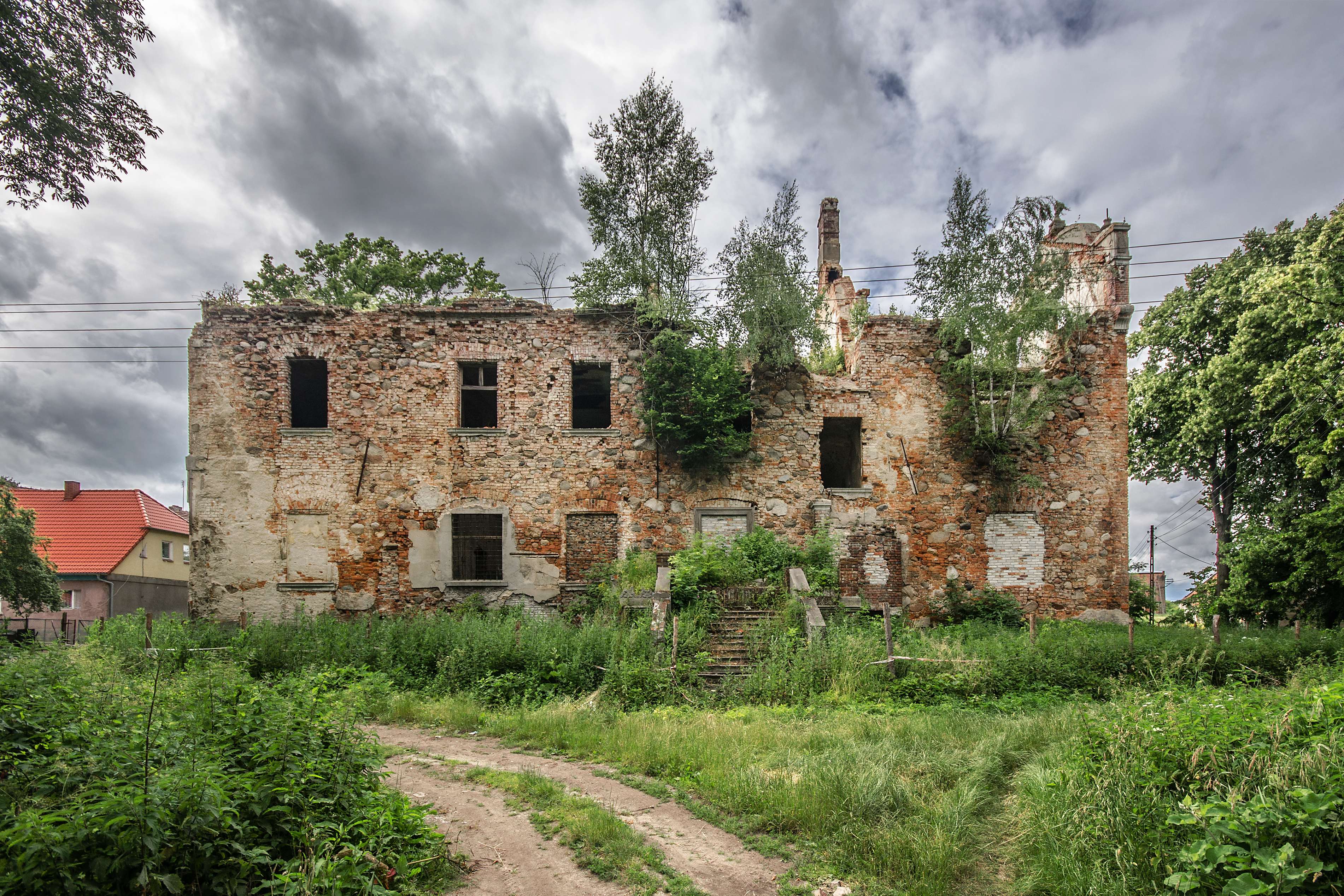
Ruiny pałacu od strony wschodniej